# Serianus orizabensis
Espèce
Serianus orizabensis est une espèce de pseudoscorpions de la famille des Garypinidae.

## Distribution
Cette espèce est endémique du Veracruz au Mexique. Elle se rencontre vers Calcahualco.

## Description
Le mâle holotype mesure 2,20 mm, les mâles mesurent de 1,62 à 2,20 mm et les femelles de 1,89 à 2,52 mm.

## Étymologie
Son nom d'espèce, composé de orizab[a] et du suffixe latin -ensis, « qui vit dans, qui habite », lui a été donné en référence au lieu de sa découverte, le parc national Pico de Orizaba.

## Publication originale
- Piedra-Jiménez, Álvarez-Padilla & González-Santillán, 2019 : Two new species of pseudoscorpions (Arachnida: Pseudoscorpiones) from a Mexican oak forest near Pico de Orizaba National Park. Journal of Arachnology, vol. 47, no 1, p. 95-109.